# Jan Seunnenga
Jan (Jankobus) Seunnenga (Leeuwarden, 1961) is een Friese zanger, liedschrijver en dichter. Hij debuteerde in 1982 met twee nummers op het album ‘Punk live in de Brouwershoeck’ (Pin-Baskets). Daarna volgden tussen 1985 en 1988 vijf albums met de band Kobus gaat naar Appelscha, en tussen 1989 en 2009 negen albums met het duo Pigmeat.
In 2009 bracht Jan Seunnenga zijn eerste solo-album uit: Uit angst voor de holheid, met getoonzette gedichten van onder andere J. Slauerhoff, Pieter Jelles Troelstra, S. Vestdijk, Theun de Vries, Piet Paaltjens en Gysbert Japicx.
In 2022 ontving hij de Ina Dammanprijs en werd in 2019 de eerste streekdichter voor de gemeente Noardeast-Fryslân.

## Discografie
| Titel                               | jaar van uitgave | bandnaam                       | productie                                |
| ----------------------------------- | ---------------- | ------------------------------ | ---------------------------------------- |
| Leave this world…                   | 1985             | Kobus gaat naar Appelscha      |                                          |
| All smooth faces in a fantasy world | 1986             | idem                           |                                          |
| All the world & his wife            | 1987             | idem                           |                                          |
| Cocksucker blues                    | 1987             | idem                           |                                          |
| The world according to…             | 1988             | idem                           |                                          |
| Pigmeat                             | 1989             | Pigmeat                        |                                          |
| Drinking from the fountain          | 1990             | idem                           |                                          |
| Ugly & SLouchy                      | 1991             | idem                           |                                          |
| Oomph                               | 1993             | idem                           |                                          |
| Ditties from granny’s days          | 1994             | idem                           |                                          |
| Shiny shoes                         | 1997             | idem                           |                                          |
| 24 Vette Hits                       | 2000             | idem                           |                                          |
| Joadelahidihido & …Hop!Hop!         | 2005             | idem                           |                                          |
| Uit angst voor de holheid           | 2009             | Solo                           | Milan Ciric, Sing SIng studio Metslawier |
| Jantje huilt, Jantje lacht          | 2012             | idem                           | Milan Ciric, Sing SIng studio Metslawier |
| Melodie: Gedichten van Couperus     | 2013             | idem                           |                                          |
| Feestwaarts                         | 2016             | Deun van Seun & Kees van Hondt |                                          |
| Voor het land                       | 2017             | Jan Seunnenga & Dick Vestdijk  | Milan Ciric, Sing SIng studio Metslawier |
| Fabels met kleurkrijt               | 2018             | solo                           |                                          |
| Slijp Steen                         | 2022             | solo                           |                                          |
| Voor De Eeuwigheid                  | 2025             | solo                           |                                          |